# Chamarajanagar (underdistrikt)
Chamarajanagar är ett underdistrikt (taluk) i Indien.   Det ligger i delstaten Karnataka, i den södra delen av landet, 1 900 km söder om huvudstaden New Delhi.